# BMW 7系列
寶馬7系（BMW 7 Series）是由德國宝马汽车生產的豪华轿车系列，也是目前宝马最顶级系列的轎車車型。
它在1977年取代“New Six”车型，其主要竞争对手为梅賽德斯-賓士S級、保時捷帕納美拉、凌志LS、賓利歐陸飛馳、奧迪A8、豐田皇冠、勞斯萊斯銀鬼、本田Legend和捷豹XJ等等。
該車系在德國丁戈爾芬裝配。

## 歷史

### 第一代（E23，1977－1986）

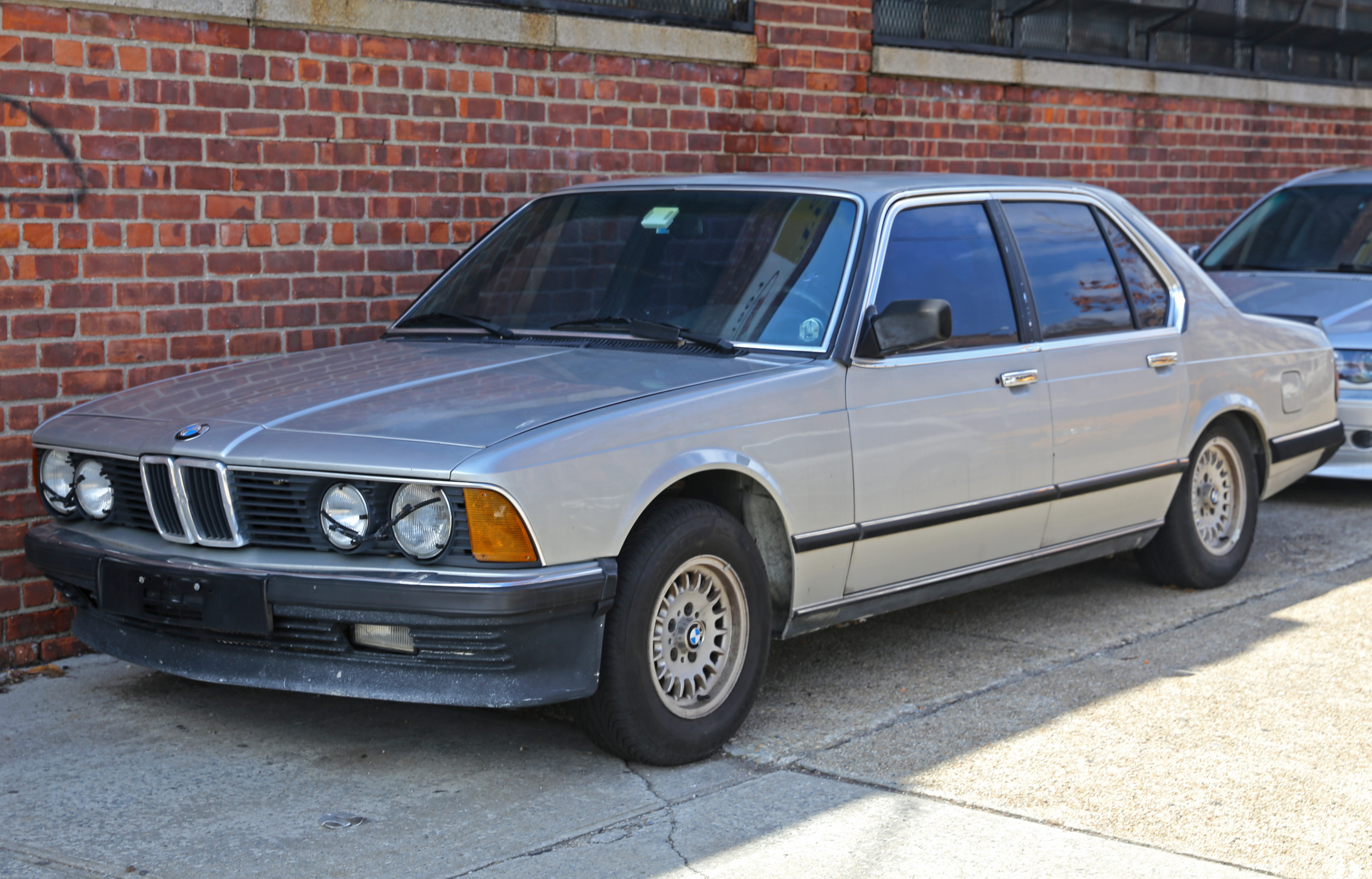

寶馬在1970年代重組汽車產品線，其中在1977年推出了7系列，取代BMW New Six豪華轎車。第一代7系列型號為E23，搭載直列六缸引擎，以汽油驅動。E23有手動變速和自動變速，前者有四速和五速手動，而後者則有三速和四速自動。
早期E23還配有防鎖死煞車系統，後期就加上安全氣囊。
寶馬7系第一代由1977年至1986年結束生產，共生產了285,029輛。

### 第二代（E32，1986－1994）

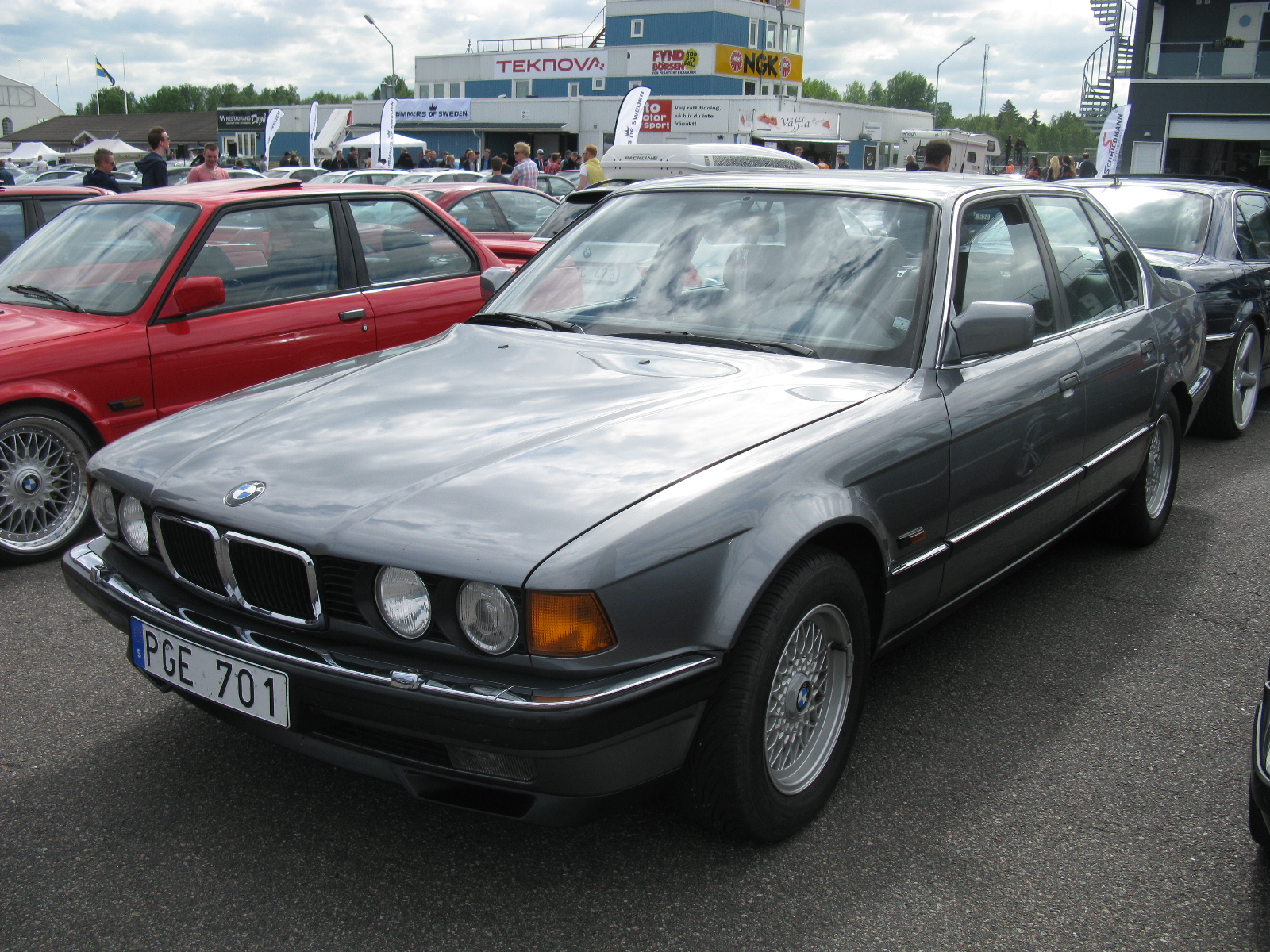

1986年由意大利籍汽車設計師Ercole Spada設計出E32，新增了V8引擎版本，一樣汽油驅動；手動變速只有五速，而自動變速版本則有四速和五速。
而在這版本開始，開始增設一些豪華裝設，諸如電話和傳真機。與此同時亦附設氙氣大燈、主動懸吊系統。
自1986年起至1994年結束生產為止，寶馬7系第二代共生產了311,068輛。

### 第三代（E38，1994－2001）

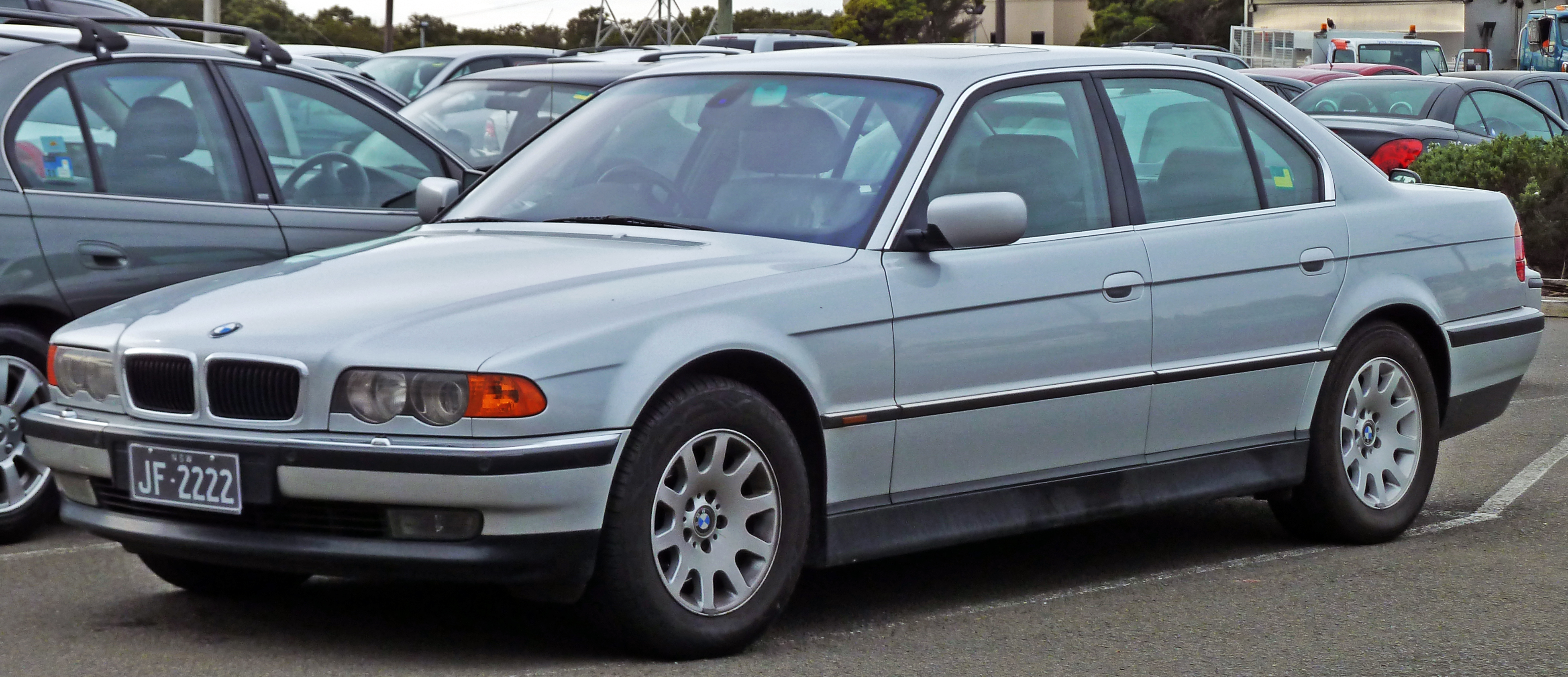

E38是1994年至2001年生產的7系列第三代車型。該車型包括標準長度和長軸距（“iL”型號）轎車。
使用的汽油引擎有直列六缸引擎，V8引擎和V12引擎組成。 E38是第一款配備柴油引擎的7系列車型; 最初是直渦輪增壓渦輪增壓器，1998年通過渦輪增壓V8加入。手動變速有五速和六速，而自動變速版本則只有五速
E38是第一款帶有簾式安全氣囊的汽車。 這也是第一款提供衛星導航的歐洲汽車，也是第一款提供內置電視的寶馬。
第三代於整個產品周期，共生產了340,242輛。最後一輛是於2001年7月27日下線。

### 第四代（E65/E66/E67/E68，2002－2008）

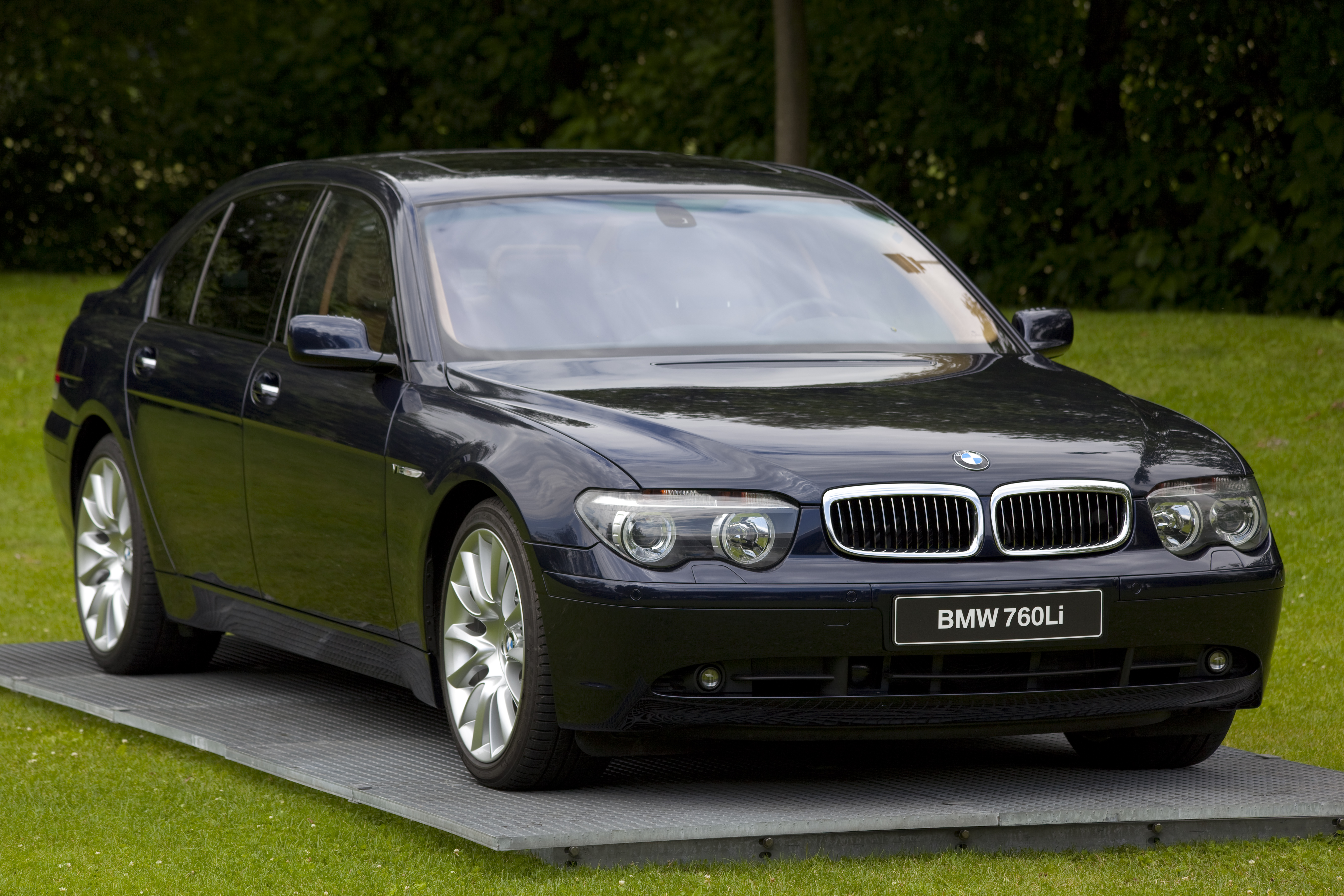

第四代7系列有四個代號，分別為E65、E66、E67、E68。引擎方面除了有V8外，還有V12引擎，只限汽油版本。第四代7系列全面採用自動變速，但只有六速選擇。
E65 / E66 / E67 / E68是2001年至2008年生產的第四代7系列車型。車型包括標準長度和長軸距轎車。

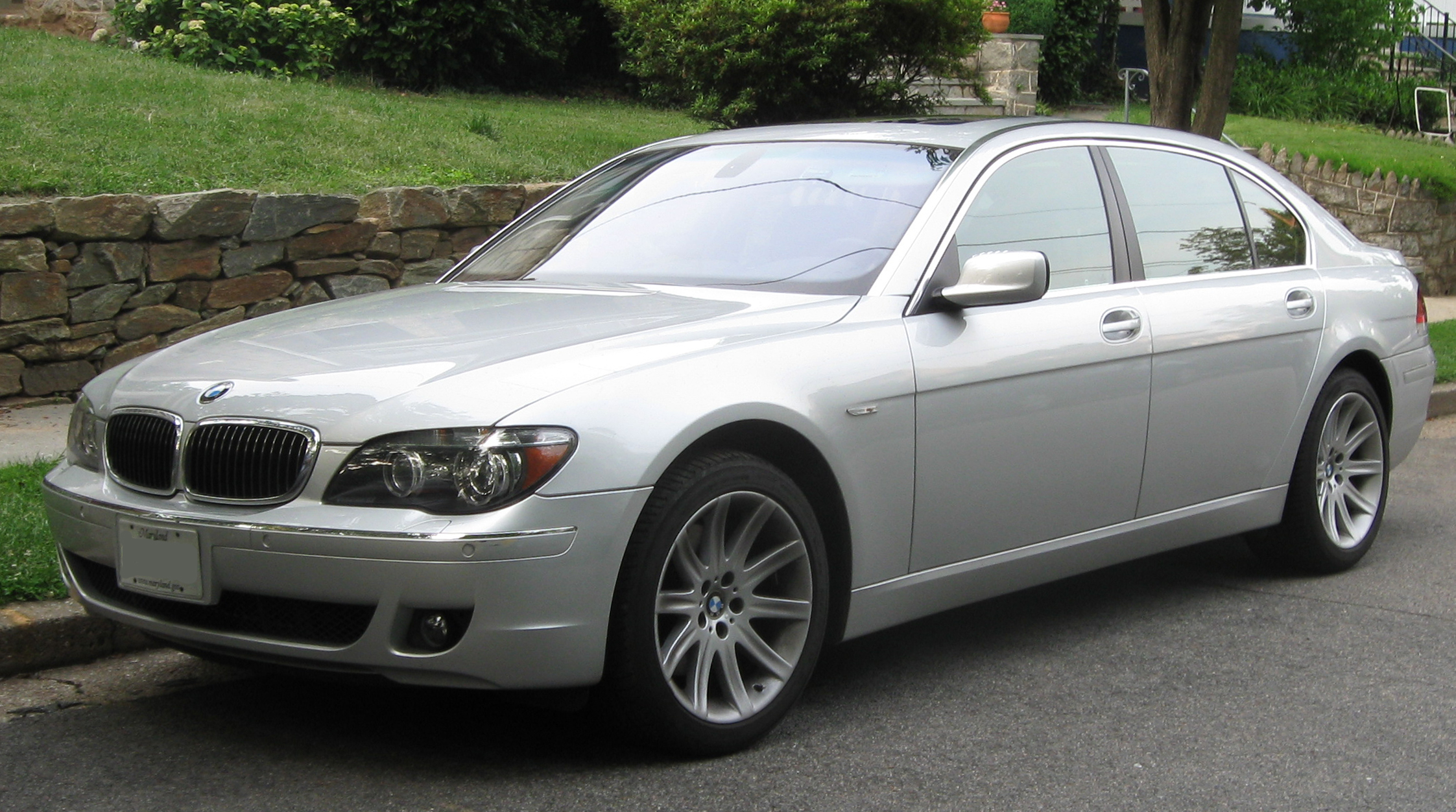
小改款

E65 / E66 / E67 / E68是第一款包含iDrive，idrive在主畫面有八個主要的功能“火焰堆焊”外部造型，主動防側傾桿，6速自動變速箱，電子智能鑰匙（無需傳統金屬鑰匙）的BMW以及 夜間視力。 760i型號是世界上第一台使用直接噴射的生產型V12發動機。

### 第五代（F01/F02/F03/F04，2008－2014）
第五代于2008年10月在巴黎车展上亮相。

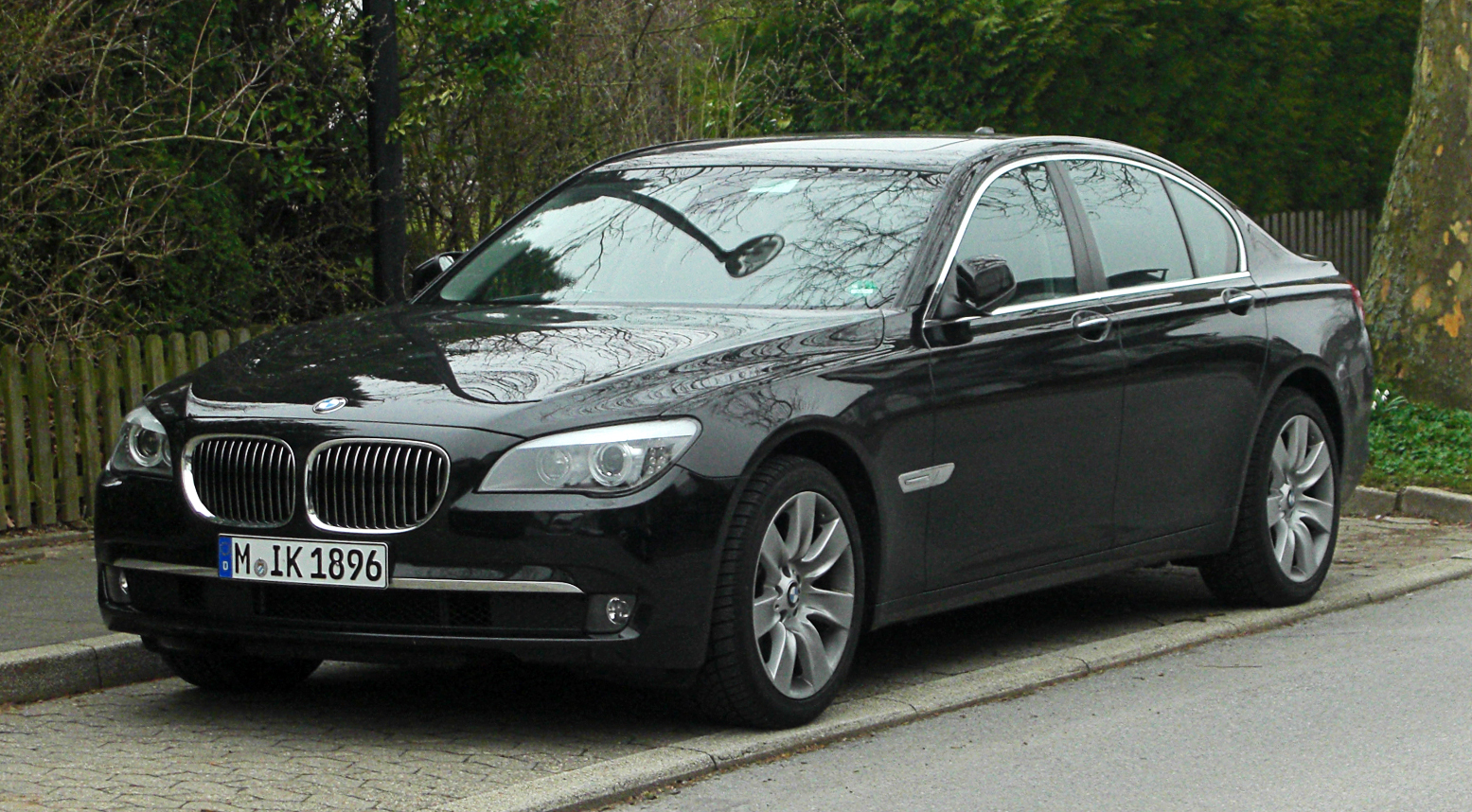

第五代代號有F01和F02，有后轮驱动和四轮驱动版本，配备一系列汽油和柴油发动机──有V8和V12引擎作搭配，佐以六速和八速自動變速系統。它配有加长版本。一部分加設高級安全装备，例如装甲车身面板和防弹玻璃。

### 第六代（G11/G12，2015－2021）

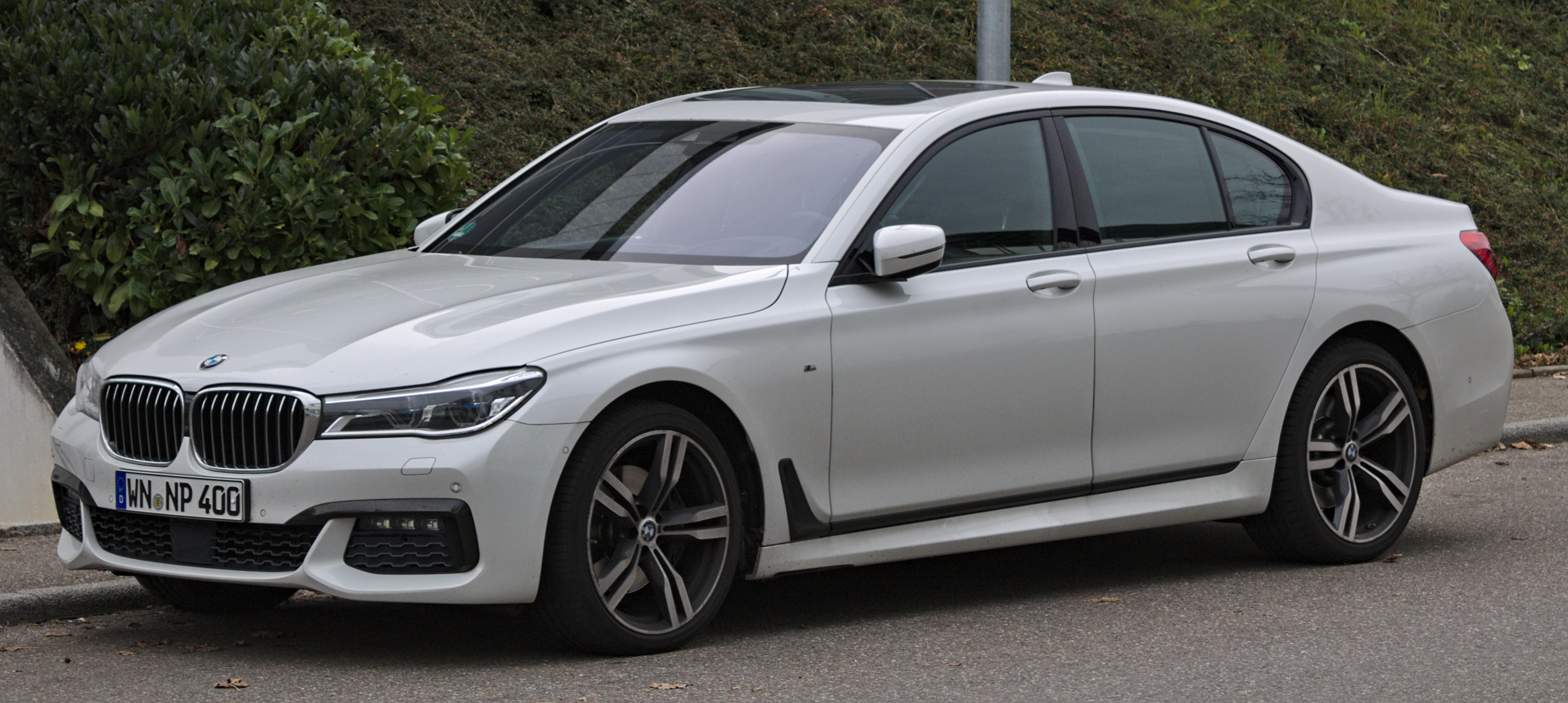

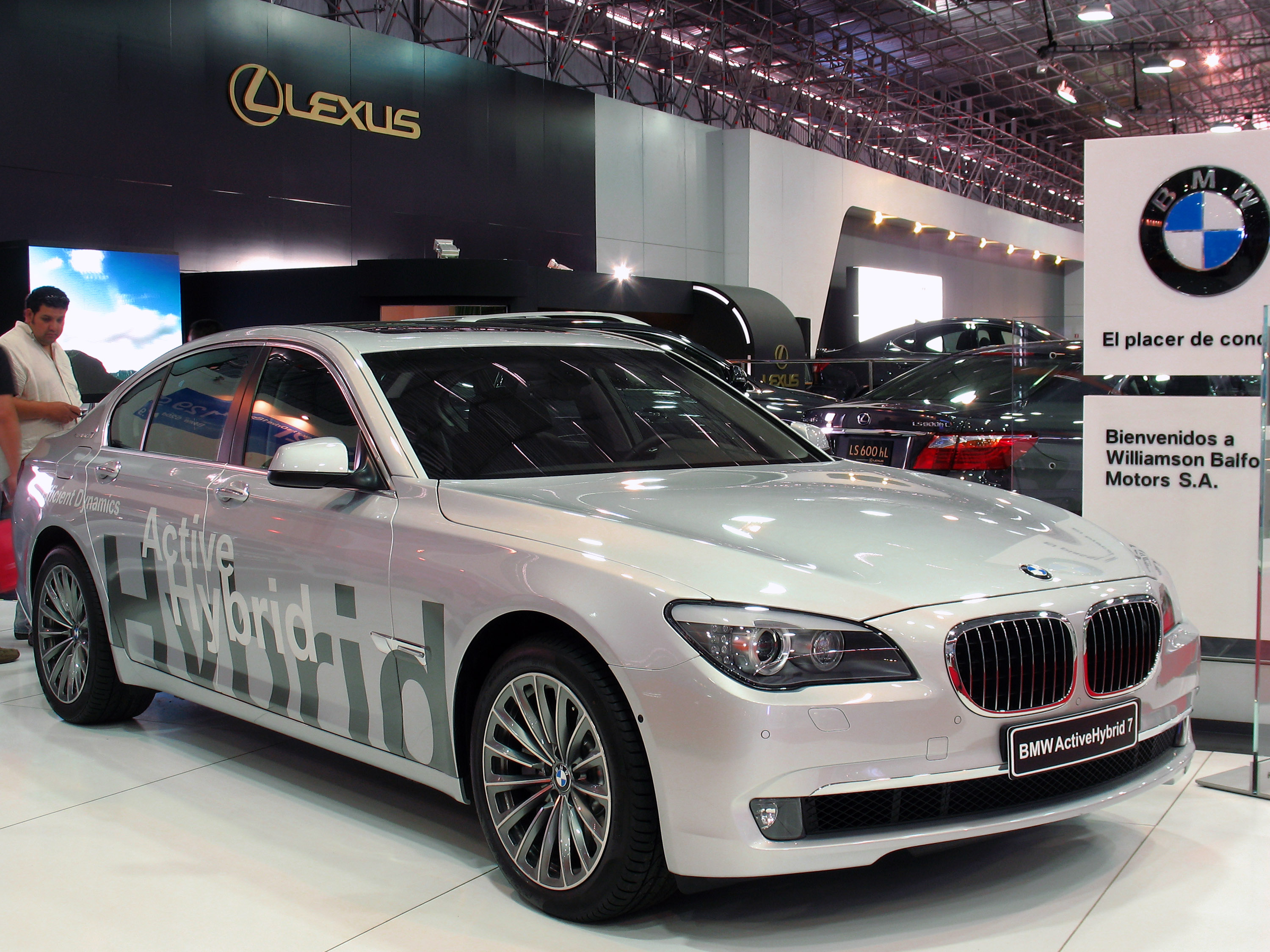
2011年的BMW 7系列油電混合車

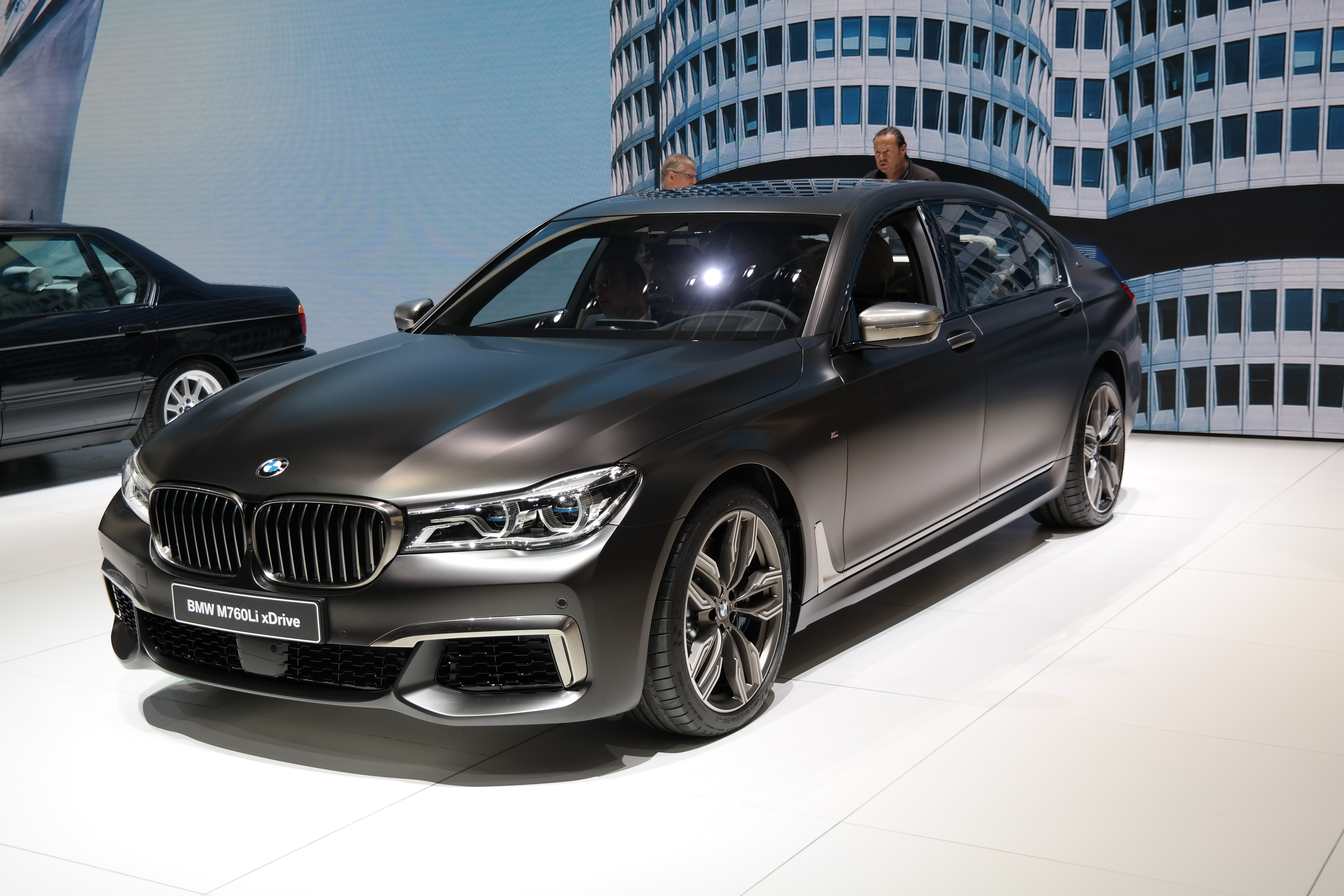
BMW M7

在2015年推出第六代，標準軸距代號為G11，長軸距代號為G12，並新增M760li(G12)，該為7系列首款M車型。
BMW有註冊M7商標，卻從未推出所謂M7車型，僅推出M760Li，該車使用一具6.6升的雙渦輪引擎，能產生610匹馬力

### 第七代（G70，2022－今）
BMW 7 係於 2022 年 4 月 20 日 首次亮相。它有一個電動車型 BMW i7，以及 6 缸 740i 和 V8 760i 車型。它採用了同樣於 2022 年 4 月推出的新 X7 上的新“水平分離式前照燈單元”。發動機選項與 3.0 升 6 缸和 4.4 升 V8 選項保持相似，但不會提供 V12 發動機。
G70 7 系列提供汽油、汽油插電式混合動力、柴油和電池電動動力系統，後者以 i7 的形式銷售。不再提供 V12 汽油發動機選項。車輛僅提供長軸距版本，與之前的長軸距版本相比，外部尺寸長 130 毫米（5.1 英寸），寬 48 毫米（1.9 英寸），高 51 毫米（2.0 英寸）。
在歐洲，最初的範圍僅包括 i7，而內燃版本將在稍後提供，包括 740d xDrive 和 300 PS（296 馬力；221 千瓦）B57 3.0 升渦輪增壓六缸，以及兩款插電式混合動力車型是 750e xDrive 和 M760e xDrive，它們也將在全球範圍內提供。M760e xDrive 將是第一款混合動力BMW M汽車，也是V12驅動的 M760i的繼任者。
在北美，將在 2022 年底推出三款內飾，包括 i7 xDrive60。內燃機版本為 740i 和 760i xDrive，均配備輕度混合動力。